# Hammer Sport

Das alte Firmengebäude

Die Hammer Sport AG ist ein deutscher Sportartikel-Hersteller. Das Unternehmen mit Sitz in Neu-Ulm ist einer der führenden, internationalen Fitnessgeräte-Hersteller für den Heimfitnessbedarf.
Hammer Sport vertreibt unter den Marken Hammer und Finnlo Kraftstationen & Cardiogeräte für zu Hause, Vereine und öffentlichen Einrichtungen. Auch gehören dem Unternehmen die Marken Hammer Boxing, Hammer Home of Hoops sowie der Deutschlandvertrieb der weltbekannten Marke MIKASA (Ausrüster von Olympischen Spielen, Welt- und Europameisterschaften). Kern der Unternehmensstrategie ist die Entwicklung von innovativen und besonders wirksamen Fitnessgeräten mit einem hohen Anspruch an Design und Technik.
Hammer Sport ist mit über 600 Produkten in mehr als 60 Ländern vertreten und vertreibt 16 eigene Geschäfte in Deutschland und der Schweiz.

## Geschichte

Heinrich Hammer

Die Geschichte des Familienunternehmens Hammer beginnt 1900 in Süddeutschland, als Heinrich Hammer in Erbach/Baden-Württemberg zusammen mit seiner Frau das elterliche Sägewerk übernimmt.
Es bleibt jedoch nicht allein bei der Herstellung von Brettern und Stielen. Heinrich Hammer nutzt das Holz, um alle möglichen Gebrauchsgegenstände daraus zu formen. Zehn Jahre später produziert das Unternehmen neben Leiterwagen und Rodelschlitten auch aus Vollholz geschnittene und unter Dampf gebogene Tennisschläger und Ski. Die Sportgeräte werden durch Verleimung immer weiter optimiert, doch der Zweite Weltkrieg erzwingt einen zeitweiligen Stillstand.
- 1945 wird unter der Leitung von Hans Hammer der Hersteller aus Süddeutschland mit der Marke „erbacher“ zum führenden deutschen Skihersteller und global bekannt. Neben den Ski finden die Tennisschläger von Heinrich Hammer großen Anklang. Ab 1950 erringen Profi-Tennisweltmeister Hanne Nüsslein und Gottfried von Cramm mit den Modellen „Diplomat“ und „Spezial-Modell“ mehrere Siege.
- 1960 gewinnt Heidi Biebl mit dem „erbacher Grand Prix“ in Squaw Valley, USA, olympisches Abfahrtsgold. Auch zahlreiche Spitzenrennläufer wie Franz Vogler und Sepp Heckelmiller verwendeten die Skier aus Erbach. Im selben Jahr baut das Unternehmen den ersten Kunststoffski der Welt und produziert als zweite Firma weltweit neben der Marke Head Metallski.
- 1978 wird zusammen mit dem Skilehrer Martin Puchtler der Kurzski entwickelt.
- 1982 wird die Firma „erbacher“ in Hammer Sport umbenannt. Das Familienunternehmen besteht nun aus dem Enkel des Firmengründers Günter Hammer und dessen Ehefrau Christa Hammer, einem Verkaufsleiter und einer Sachbearbeiterin. Sitz des Unternehmens ist in Neu-Ulm. Hammer Sport übernimmt außerdem den deutschen Generalvertrieb der weltbekannten Volleyballbälle von Mikasa (Ausrüster von Olympischen Spielen, Welt- und Europameisterschaften).
- 1985 wird die Skifabrik und die Marke „erbacher“ an Rosi Mittermaier, Christian Neureuther und die Familie Mayer verkauft.
- 1989 entwickelt Hammer Sport eine Heimfitness-Geräte-Serie mit mehreren Innovationen. Hierunter fallen die ersten füllbaren, in Blastechnik hergestellten Kunststoff-Hanteln, der patentierte Bordcomputer für Rudergeräte, sowie Fitnessgeräte mit integriertem Radio. Mitte der neunziger Jahre wird das Hammer Sport-Sortiment um Box- und Kampfsportzubehör erweitert. Um dem Wachstum und der gestiegenen Marktbedeutung gerecht zu werden, wird die Firma 1999 in eine Aktiengesellschaft umgewandelt. Außerdem wird der Bau des Lagers- und Verwaltungsgebäudes in der Neu-Ulmer Von-Liebig-Straße in Angriff genommen. Mehrere Innovationen wie 3D-Sattelbewegung, Hightech-Pedale aus Aluminium und die Einführung des TPA-Systems (Training Plan Assisted) für Cardiogeräte waren Teil der Produktionslinie. Auf der ISPO 2004 erhält das patentierte Nordic-Walking-Laufband den Innovationspreis.
- 2005 wird die Premium-Marke FINNLO eingeführt. Unter dieser entsteht 2007 eine Kraftstation ohne Gewichte, die FINNLO Bio Force, welche mit TNT-Widerstandstechnologie arbeitet.
- 2010 hammer.de geht online und der erste HAMMER-Store wird eröffnet.
- 2013 Expansion in die Schweiz – Eröffnung des ersten Stores in Zürich. Neun Stores insgesamt.
- 2015 Plus X Awards, Stiftung Warentest Testsieger für Ergometer Exum und weitere Qualitätsauszeichnungen.
- 2018 Das Rudergerät Aquon Waterflow gewinnt in gleich 3 Kategorien einen Plus X Award: High Quality, Design und Funktionalität. Der Plus X Award ist der weltweit größte Innovationspreis für Technologie, Sport und Lifestyle. Die internationale und unabhängige Fachjury aus 27 Branchen zeichnet innovative und zukunftsfähige Produkte aus. HAMMER Fitnessgeräte sind nun mit über 3 Millionen verkauften Produkten und in über 60 Ländern weltweit vertreten.
- 2019 Weltpremiere JumpStep: Step Board meets Trampolin. Auf der FIBO 2019, der weltgrößten Fitnessmesse, stellt HAMMER mit dem Fitnesstrampolin JumpStep eine Weltneuheit vor. Zum ersten Mal werden Jumping Fitness und Step Aerobic in einem Gerät vereint, denn JumpStep ist das erste Trampolin mit innovativer Sprungstufe.
- 2021 Eröffnung des 16. HAMMER Stores in Hannover.

## Marken

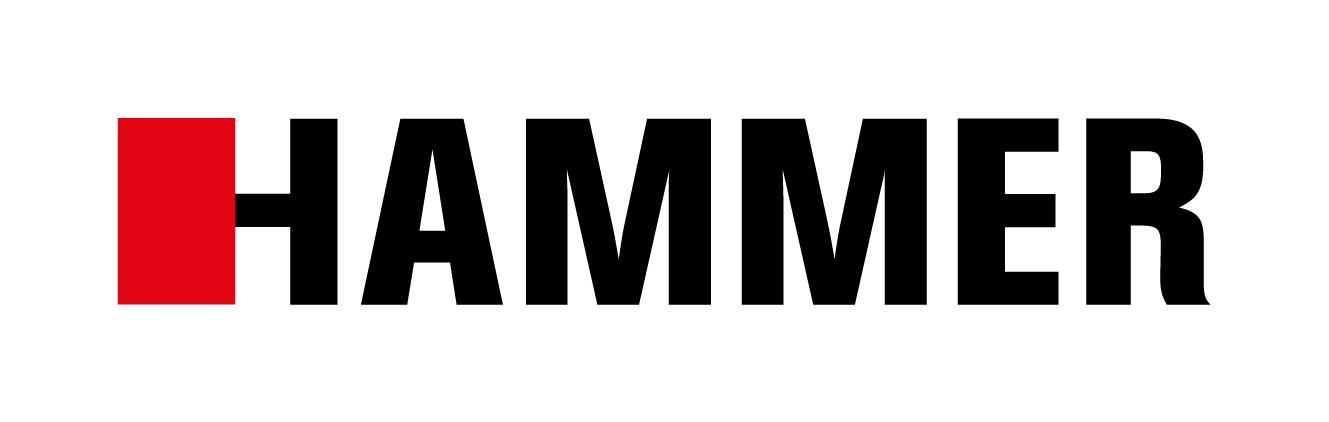
HAMMER
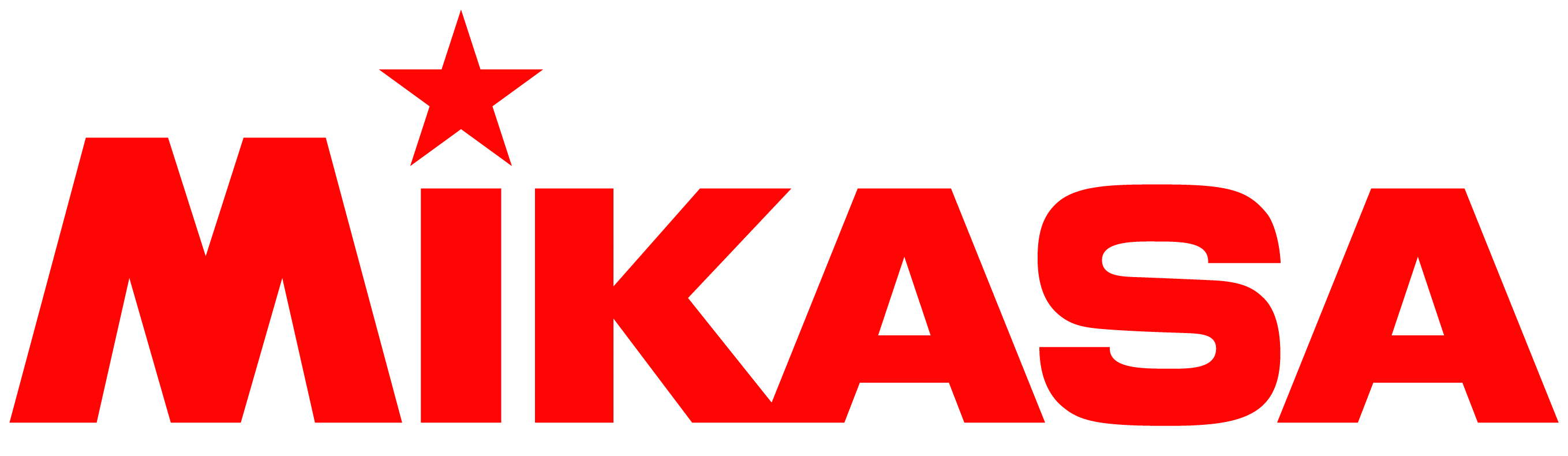
MIKASA by HAMMER
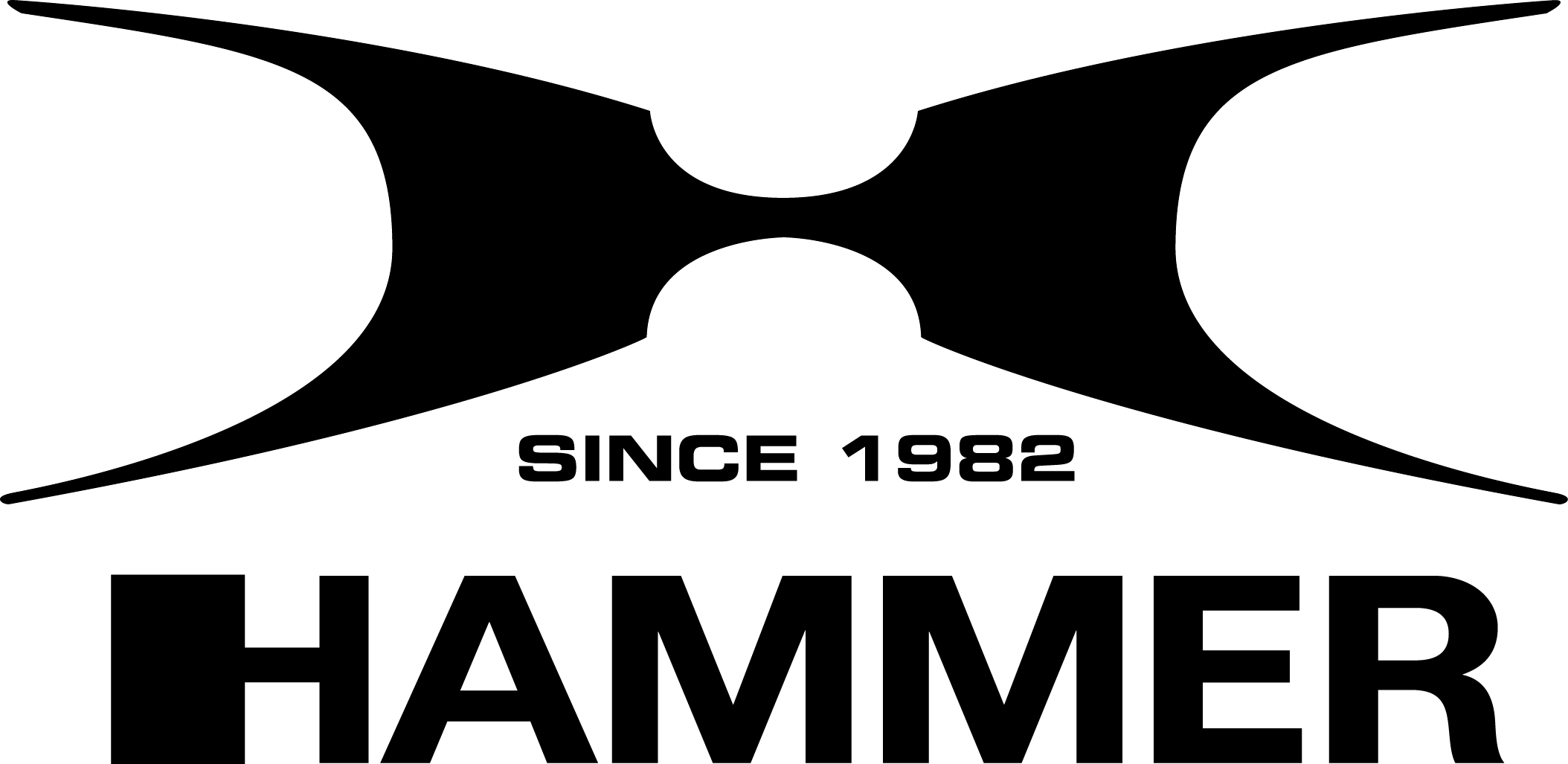
HAMMER Boxing

- HAMMER – seit 1908 eingetragene Marke und somit die älteste Fitnessmarke Deutschlands.
- Finnlo by HAMMER – seit 2005 geschaffene Fitness- und Lifestylemarke, die Fitness- und Cardiogeräte herstellt.
- Mikasa by HAMMER – seit 1982 übernimmt Hammer Sport den Deutschlandvertrieb für den Weltmarktführer bei Volleybällen. Mikasa stellt den Spielball bei Olympischen Spielen, Weltmeisterschaften, Europameisterschaften, Welt-Liga und der Smart Beach Tour, der Beachvolleyball-Tour in Deutschland.
- Hammer Boxing – seit 1996 werden Produkte für die Kampfsportarten Karate, Boxen, Kickboxen oder Judo entwickelt.
- Hammer Home of Hoops – seit 2019 übernimmt Hammer Sport den Europavertrieb für die Marken Goalrilla und Goaliath aus den USA. Professionelle InGround- sowie mobile Basketballanlagen und professionelles Basketballzubehör.